# منطقه حفاظت‌شده شیله
منطقهٔ حفاظت‌شدهٔ شیله یک منطقهٔ حفاظت‌شده با مساحت ۶۵۲۱ هکتار است که در استان سیستان و بلوچستان در ایران قرار دارد. این منطقهٔ حفاظت‌شده طبق مصوبهٔ شمارهٔ ۶۶۵ در تاریخ ۱۳۷۸/۱۰/۱۵ در فهرست مناطق تحت حفاظت سازمان محیط زیست ایران قرار گرفت.
این منطقه دارای آب و هوای گرم و خشک صحرایی و پوشش گیاهی ضعیفی است. گونه‌های جانوری منطقه شامل: جبیر، گربه وحشی، روباه معمولی، شغال، تشی، خرگوش، هوبره، دراج، عقاب صحرایی، انواع سارگپه، دلیجه، چکاوک هدهدی، چکاوک کاکلی، انواع گنجشک سانان می‌باشد. جاده زابل - زاهدان در شرق این منطقه قرار دارد.